# Tomar del Geru
Tomar do Geru es un municipio brasileño del estado de Sergipe. Se localiza a una latitud 11º22'24" sur y a una longitud 37º50'26" oeste, estando a una altitud de 170 metros. Su población estimada en 2004 era de 13.641 habitantes.

## Economía
Actividades económicas - Agricultura (naranja) y piedra.
Cultura
La ciudad de Tomar do Geru cuenta con una fuente rica culturalmente en el folklore como con los bailes de San Gonzalo. Gerson Tomaz, un poeta de esta población, escribió un libro recordando su tierra "Mi tierra, mi vida".